# 松浦新平
松浦 新平（まつうら しんぺい、1973年8月10日 - ）は、日本の実業家、元サッカー選手。初代日本フットゴルフ協会会長、国際フットゴルフ連盟副会長、株式会社OK LABEL代表取締役社長。

## 経歴
埼玉県所沢市生まれ。小学校のころからサッカーをはじめ、高校は強豪西武台高校へ、3年時は横浜マリノスで活躍した、上野良治率いる武南高校に埼玉県準決勝で敗れ全国高校選手権出場はならなかった。
高校卒業後1年間ブラジルサッカー留学。
かつて三浦知良が在籍し、同時期にはのちにブラジル代表やFCバルセロナで活躍したエジミウソンも在籍したキンゼ・デ・ジャウーやC.Aレンソエンセに在籍し、サンパウロ州2部リーグ（20歳以下）で活躍。
帰国後、四国初の国体開催を控えたカマタマーレ讃岐の前身チームに、古邊考功と共に、プロ契約で加入し香川県として初優勝を経験。
翌年、ベルマーレ平塚（現：湘南ベルマーレ）にトレーニー契約で加入も、この1シーズンを以って引退。その後、会社勤めをしながら関東リーグでプレー、埼玉県国体選抜（成年）としてもプレーした。
会社員時には、約6年間コロンビアにて最年少（当時）エメラルドバイヤーとして活躍。
その後、2001年に起業し、株式会社ジャパンスポーツマネージメント（現：JFC）代表取締役に就任。
浦和美園にJ-Foot（フットサル場）をオープンさせる。日本における、フットサル場経営の先駆けを作る。
サッカー選手のマネージメントも手掛けヴェルディ川崎等で活躍した藤吉信次を日本人として初の中国サッカー・スーパーリーグ移籍を手掛ける。
その後、2005年楽天及びマイクロソフトと業務・資本提携関係にある、国内最大級Q&Aサイト『OKWAVE』創業者、兼元謙任（株式会社オウケイウェイヴ代表取締役社長）と 株式会社OK LABEL を設立し代表取締役に就任。
「ケツメイシ×ZOZOTOWN」ワールドカップアジア予選「日本代表ZOZOTOWNスタジアム広告ジャック」など数多くのプロジェクトを仕掛ける。
高級ブランド アルマーニグループのA|X アルマーニエクスチェンジのマーケティングを手がけスポーツとミュージック 双方のエンターテイメントを用いたプロモーションをし売り上げに貢献した。
2006年に同社が上場を果たす。上場企業子会社の社長を歴任。
2014年日本にフットゴルフを持ち込み、一般社団法人日本フットゴルフ協会を設立し初代会長に就任。
2016年には世界約40カ国が加盟する FIFG（国際フットゴルフ連盟）副会長に就任